# Jiejinkou
Die „Gemeinde Jiejinkou der Hezhen“ (chinesisch 街津口赫哲族乡, Pinyin Jiējīnkǒu Hèzhézú Xiāng) ist eine Nationalitätengemeinde der kreisfreien Stadt Tongjiang, die zum Verwaltungsgebiet der bezirksfreien Stadt Jiamusi in der nordostchinesischen Provinz Heilongjiang gehört. Die Gemeinde hat eine Fläche von 288,8 km² und etwa 3400 Einwohner (Ende 2009). Sie liegt direkt am Südufer des Mittellaufs des Heilong Jiang, der hier die Grenze zu Russland bildet und ist in die drei anderen Himmelsrichtungen von bewaldeten Bergen eingeschlossen. In Jiejingkou wird hauptsächlich Soja angebaut. Daneben spielt der Fischfang im Heilong Jiang eine wichtige Rolle im Wirtschaftsleben. Die Gemeinde gehört zu den traditionellen Siedlungsgebieten der Hezhen, einem südtungusischen Volk Nordostasiens, das traditionell von Jagd und Fischfang lebte.

## Administrative Gliederung
Jiejinkou setzt sich aus sechs Dörfern zusammen. Diese sind:
- Dorf Jiejinkou der Hezhen (街津口赫哲族村), Zentrum, Sitz der Gemeinderegierung;
- Dorf Weiguo (卫国村);
- Dorf Weihua (卫华村);
- Dorf Weiken (卫垦村);
- Dorf Weiming (卫明村);
- Dorf Weixing (卫星村).